# فيكتور موليخو
فيكتور موليخو (بالإسبانية: Víctor Mollejo)‏ (مواليد 21 يناير 2001) هو لاعب كرة قدم إسباني يلعب في مركز الجناح الأيمن في نادي أتلتيكو مدريد.

## روابط خارجية
- فيكتور موليخو على موقع قاعدة بيانات كرة القدم.إي يو (الإنجليزية)
- فيكتور موليخو على موقع Soccerway.com (الإنجليزية)
- فيكتور موليخو على موقع عالم كرة القدم.نت (الإنجليزية)